# مقاطعة كوستروما
كوستروما أوبلاست هي إحدى الكيانات الفدرالية في روسيا. وتحوي المدن والقرى التالية: باي (قرية)،
تشوخلوما،
غاليتش،
كولوغريف،
كوستروما،
ماكارايف،
مانتيروفو،
نرختا،
نييا،
شارايا،
سولغالتش،
فولغوريتشينسك،